# Mushkaa
Irma Farelo i Solé, coneguda artísticament com a Mushkaa   (Vilassar de Mar, 13 d'abril de 2004), és una cantant catalana destacada dins l'escena urbana en català per dedicar la música a dones en tant que dona.

## Trajectòria
Farelo és apassionada per la música des de la infantesa i, de menuda va aprendre a tocar la trompeta. Va estudiar la secundària a l'Escola Pia de Mataró.
Va encetar la carrera professional el 2021. La primera cançó que va publicar és «Res kla», que va arribar a acumular 100.000 reproduccions a Spotify. Ha col·laborat amb alguns dels artistes més reconeguts de la indústria catalana com 31 FAM i Flashy Ice Cream a «Bona Vida» i The Tyets a «Tonteo». A més, el seu senzill del 2023 «Sembla mentida», com que es va viralitzar a TikTok, va arribar al número 17 de les cançons més escoltades de Spotify a escala estatal, amb més de 200.000 reproduccions.
El juny del 2022, va fer el seu primer concert a la sala Clap de Mataró i, al juliol, va actuar al festival SantJu Trap, en què va compartir cartell amb Baya Baye, Pol Bordas, Daura Mangara, Spxxn P i Tramma, entre d'altres. Una setmana després, va anar al festival Maleducats, on va interpretar el seu primer tema amb Roots a la taula, Greta Farelo de corista i un duo de ballarines com a amenitzadores del xou.
El 2023, mentre començava a estudiar al Taller de Músics, va aconseguir exhaurir les entrades per a un concert a la sala Sidecar de Barcelona amb dues setmanes d'antelació. A més, va ser anunciada per al Festival de la Porta Ferrada d'aquell any, acompanyada entre d'altres de La Pegatina, Macaco, El Pot Petit, Núria Graham, Blaumut, Niña Pastori i Mishima. També va participar en l'Strenes Urbana, una secció nova de música urbana emergent del Festival Strenes, juntament amb artistes com Ceaxe, Lildami, Mama Dousha, Sofía Gabanna, Scorpio, Lal'Ba i Figa Flawas.

## Estil
Mushkaa defineix el seu estil musical com «reggaeton porc i música tristoia». És una combinació de reggaeton, dancehall, R&B contemporani i rap. Amb tot, dins del gènere urbà pensa que la seva obra és «nostàlgica i sensible». Escriu sovint sobre experiències pròpies o pròximes i, de fet, va començar en aquest món a tall d'autoteràpia.
Canta en català, tot i que amb barbarismes del castellà i l'anglès que atribueix a l'evolució natural de la llengua. Davant les crítiques per això, adreçades a ella i a companys de generació com Figa Flawas i The Tyets, ha defensat el següent: «tot i que alguns pensin que potser espatllem el català amb castellanismes, crec que contribuïm a potenciar la llengua. Tot i això, no crec que la meva responsabilitat com a noia de 19 anys sigui salvar el català. Si estem així és perquè la generació anterior no devia fer bé les coses. Cal valorar que algunes estem fent música per amor a la llengua i per gust, perquè és la llengua en què pensem i parlem».
Als videoclips acostuma a anar amb roba esportiva, un patró de vestimenta autodenominat «flow Mushkaa». Té com a influències Yung Beef, Albany, Soto Asa i fins i tot la música indie. Les seves cançons les produeix Roots, involucrat en projectes musicals maresmencs i gironins com ara The Tyets, Andana, Doble i Santa Salut, i treballen plegats a la Kate i Basement Studio.

## Vida personal
És filla del presentador televisiu Eduard Farelo i té quatre germans: la cèlebre cantant Bad Gyal, de nom de pila Alba; la seva bessona Greta, que li fa de corista i forma part de l'equip als directes; la Paula i el Bruno. La seva mare, Eva Solé, és qui s'encarrega de les gestions dels projectes d'ella i l'Alba.
Pel que fa a l'orientació sexual, és lesbiana.

## Discografia

### EP
- Tas loko mixtape (2023)
- Sexy sensible (2024)[13]
- Nova Bossa (2025)

### Senzills
- «Res kla» (2021)
- «Sonic» (2022)
- «No xdona» (2022)
- «Blessings» (2022)
- «Los 15 (Pq stas triste)» (2022)
- «Sembla mentida» (2023)
- «Diabla» (2023) (amb Figa Flawas)
- «El mambo» (2023)
- «No m'estima +» (2023) (amb Julieta)
- «Temps» (2023) (amb Maria Hein)
- «Entre el fum» (2023)

### Col·laboracions
- «El tonteo» (2023) (The Tyets amb Mushkaa)
- «Bona vida» (2022) (Flashy Ice Cream amb 31 FAM i Mushkaa)
- «Spavila» (2023) (31 FAM amb Mushkaa)
- «Rafa Nadal» (2023) (amb 31 FAM, Greta, Flashy Ice Cream i Roots, dins de Nadal Mix 2023)[14]